# 능주 씻김굿
능주 씻김굿은 대한민국 전라남도 화순군 능주면에 있다. 2010년 12월 21일 화순군의 향토문화유산 제50호로 지정되었다.